# Římskokatolická farnost Veverská Bítýška
Římskokatolická farnost Veverská Bítýška je územní společenství římských katolíků ve městě Veverská Bítýška s farním kostelem svatého Jakuba Staršího.

## Území farnosti
- Veverská Bítýška s kostelem svatého Jakuba Staršího
- Brno-Bystrc (část) s kaplí Matky Boží na Veveří
- Chudčice s kaplí Nalezení svatého Kříže
- Hvozdec s kaplí Navštívení Panny Marie

## Historie farnosti
Farní kostel svatého Jakuba Staršího byl postaven v letech 1771–1782 na místě již nevyhovujícího kostela z 15. století.

## Duchovní správci
O duchovních správcích farnosti před třicetiletou válkou jsou dochovány jen útržkovité zprávy. Přehled farářů veversko-bítýšských začíná Jiřím Havranským, který nastoupil do farnosti v roce 1638. Celkem 52 let, od roku 1667 do roku 1719 zde jako farář působil Valentin Bernard Jestřábský. Současným farářem je od září 2002 R. D. ThLic. Marek Hlávka.

## Bohoslužby
| Kostel                  | Místo            | Bohoslužba (den)    | Hodina     | Poznámka     |
| ----------------------- | ---------------- | ------------------- | ---------- | ------------ |
| svatého Jakuba Staršího | Veverská Bítýška | neděle středa pátek | 9.30 18.00 | Farní kostel |

## Kněží z farnosti
Z farnosti pochází řada duchovních, mj. brněnský kanovník Karel Orlita či olomoucký kanovník František Ehrmann.

## Aktivity ve farnosti
Dlouholetou tradici má chrámový sbor. Farnosti Veverská Bítýška a Lažánky vydávají společný časopis Farník.
Od roku 2018 vydává farnost stolní kalendář s katolickými slavnostmi i svátky. Cílem kalendáře je pastorační péče a sdílená farnost farníků z každého dobrého díla, které si tak připomenou. Tímto způsobem se také prohlubuje přátelství obou farností, které spravuje P. Hlávka - Veverské Bítýšky a Lažánek.
V době adventu se v sobotu ráno konají v kapli Matky Boží na Veveří mše svaté se zpěvy rorátů.
Dnem vzájemných modliteb farností za bohoslovce a bohoslovců za farnosti brněnské diecéze je 25. březen. Adorační den připadá na 13. října.
Na území farnosti se koná Tříkrálová sbírka. Při sbírce v roce 2016 se vybralo jen ve Veverské Bítýšce 74 305 korun. O rok později dosáhl výtěžek sbírky ve Veverské Bítýšce 85 003 korun, ve Hvozdci 12 400 korun, v Chudčicích 29 406 korun. Při sbírce v roce 2019 se ve Veverské Bítýšce vybralo 97 111 korun, ve Hvozdci 13 085 korun, v Chudčicích 34 809 korun.